# Jaroslav Čermák (Vlajka)

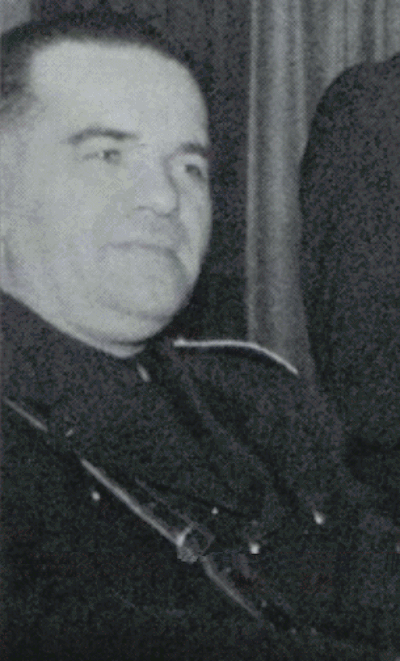
hejtman SG František Směták (ilustrační foto)

Symbol (vlajka) fašistické a kolaborantské organizace Vlajka (ilustrační foto)

Jaroslav Čermák (16. července 1894, Ústí nad Labem – 27. června 1946, Praha, věznice Pankrác) byl příslušník československých legií v Rusku. Za první republiky byl majitelem továrny na lepenkové zboží. V roce 1939 se zapojil do vedení fašistické a kolaborantské organizace Vlajka. Od února 1940 do února 1941 velel ozbrojené složce Vlajky – paramilitantním Svatoplukovým gardám (SG). Po roztržce s Janem Rysem-Rozsévačem byl 8. března 1941 vyloučen z Vlajky. V roce 1944 se neúspěšně pokusil o přijetí do zbraní SS (Waffen-SS). Po druhé světové válce byl odsouzen k trestu smrti společně s nejvyšším představitelem Vlajky Janem Rysem-Rozsévačem a jeho zástupcem v organizaci Vlajka Josefem Burdou.

## Životopis
Během první světové války sloužil Jaroslav Čermák v rakousko-uherské armádě. Na ruské frontě přešel do nepřátelského zajetí a spolu se svými dvěma bratry se stal příslušníkem československých legií. Po skončení první světové války se vrátil do Československa v hodnosti kapitána, oženil se se zámožnou ženou a stal se majitelem továrny na lepenkové zboží v Praze-Záběhlicích. Politicky se Jaroslav Čermák během první republiky nikterak neangažoval. V roce 1939 se zapojil do činnosti fašistické a kolaborantské organizace Vlajka, a to brzy přímo do jejího vedení. (Na podporu činnosti českých fašistů věnoval Jaroslav Čermák částku 100 tisíc korun.) Od února roku 1940 velel ozbrojené složce Vlajky – paramilitárním Svatoplukovým gardám (SG). Jaroslav Čermák propagoval bezvýhradné spojenectví s Německem, obdivoval Adolfa Hitlera a jeho továrna (původně na lepenkové zboží) vyráběla raketové nábojnice v rámci nacistické zbrojní produkce.
Jaroslav Čermák byl velice aktivní český fašista, který se osobně účastnil některých ozbrojených akcí: protižidovských útoků (pogromů) v Příbrami, poškození synagogy v Dobříši (22. července 1939), jakož i útoku (7. srpna 1940) několika stovek vlajkařů na sídlo Národního souručenství (NS) v pražské Dušní ulici. Radikální postoje Jaroslava Čermáka ale vyústily v neshody s vedením Vlajky a skončily 19. února 1941 jeho rezignací na veškeré funkce, které ve Vlajce dosud zastával. Spolu s Františkem Teunerem (a dalšími) přešel Jaroslav Čermák do služeb ministra školství a národní osvěty Emanuela Moravce. Emanuel Moravec jmenoval Jaroslava Čermáka vedoucím Veřejné osvětové služby v Praze III–VI. Jaroslava Čermáka a několik členů bývalého vedení Vlajka Jan Rys-Rozsévač dne 8. března 1941 z Vlajky vyloučil. Jaroslav Čermák v únoru 1942 propůjčil svůj byt na Palackého nábřeží k neúspěšné schůzce Jana Rysa-Rozsévače s Emanuelem Moravcem. Tím ovšem jeho aktivní role na scéně českého fašismu definitivně skončila. Jaroslav Čermák zůstal i nadále nadšeným příznivcem nacismu. V roce 1944 se neúspěšně pokusil o přijetí do zbraní SS (Waffen-SS). Po skončení druhé světové války byl Jaroslav Čermák zatčen. V procesu s činiteli fašistické a kolaborantské organizace Vlajka byl Jaroslav Čermák odsouzen k trestu smrti oběšením v pankrácké věznici v Praze. Spolu s ním byli oběšeni ještě téhož dne (27. června 1946) odpoledne i Jan Rys-Rozsévač a mecenáš Vlajky Josef Burda.

## Dovětek
Soudní přelíčení s obžalovanými vedoucími představiteli Vlajky (Jan Rys-Rozsévač, Jaroslav Čermák, Václav Aleš Cyphelly, Jindřich Streibl, Jindřich Thun-Hohenstein a Josef Burda) začalo 20. května 1946 před mimořádným Národním soudem v justičním paláci na pražském Karlově náměstí, trvalo celkem 19 soudních dnů a v jeho závěru padly tři tresty smrti. Ačkoliv dobový tisk označoval tento proces s „vlajkaři“ za přelíčení s „nejhnusnějšími zrádci českého národa“, byla tato událost „mediálně zastíněna“ procesem s protektorátní vládou (probíhal od dubna 1946 až do srpna 1946) a procesem s K. H. Frankem (probíhal od března 1946 až do května 1946). Během procesu s vlajkaři se všichni obžalovaní (a později i odsouzení) chovali klidně bez jediného slova. Uprchlý Otakar Polívka byl odsouzen k trestu smrti oběšením v nepřítomnosti; Jindřich Thun-Hohenstein byl odsouzen na doživotí; Václav Aleš Cyphelly odešel s trestem 20 let odnětí svobody a Jindřich Streibl dostal vyměřeno osm let odnětí svobody.

## Galerie

Vlajkaři před vykonáním trestu
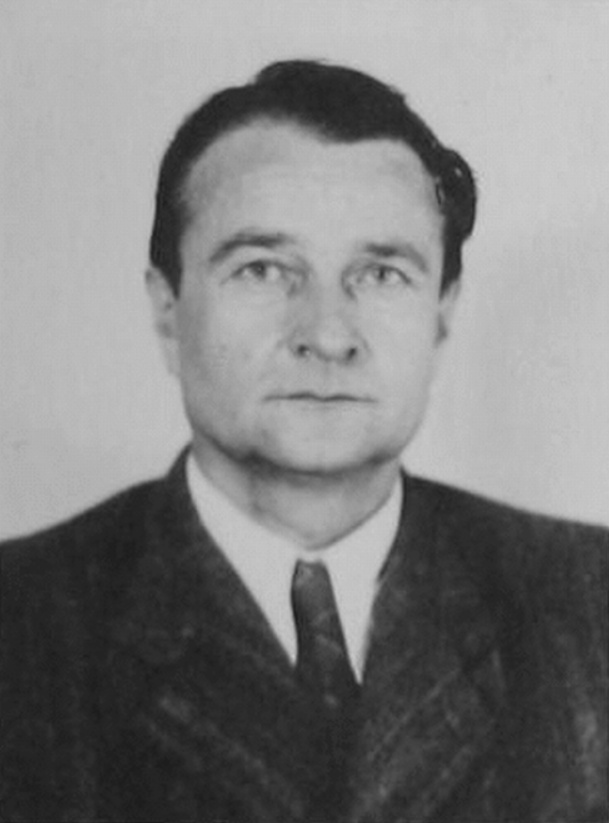
Josef Rozsévač
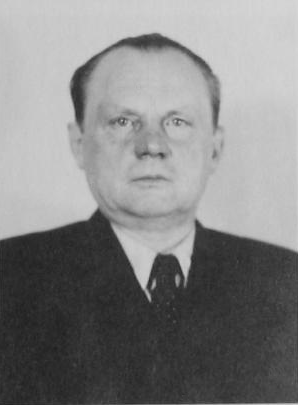
Josef Burda